# 3e division d'infanterie (Corée du Sud)
Pour les articles homonymes, voir 3e division.
La 3e division d'infanterie de Corée du Sud est une division de l'Armée de terre de la république de Corée créé le 12 mai 1949. Elle participa à la guerre de Corée.